# Escola de Novgorod

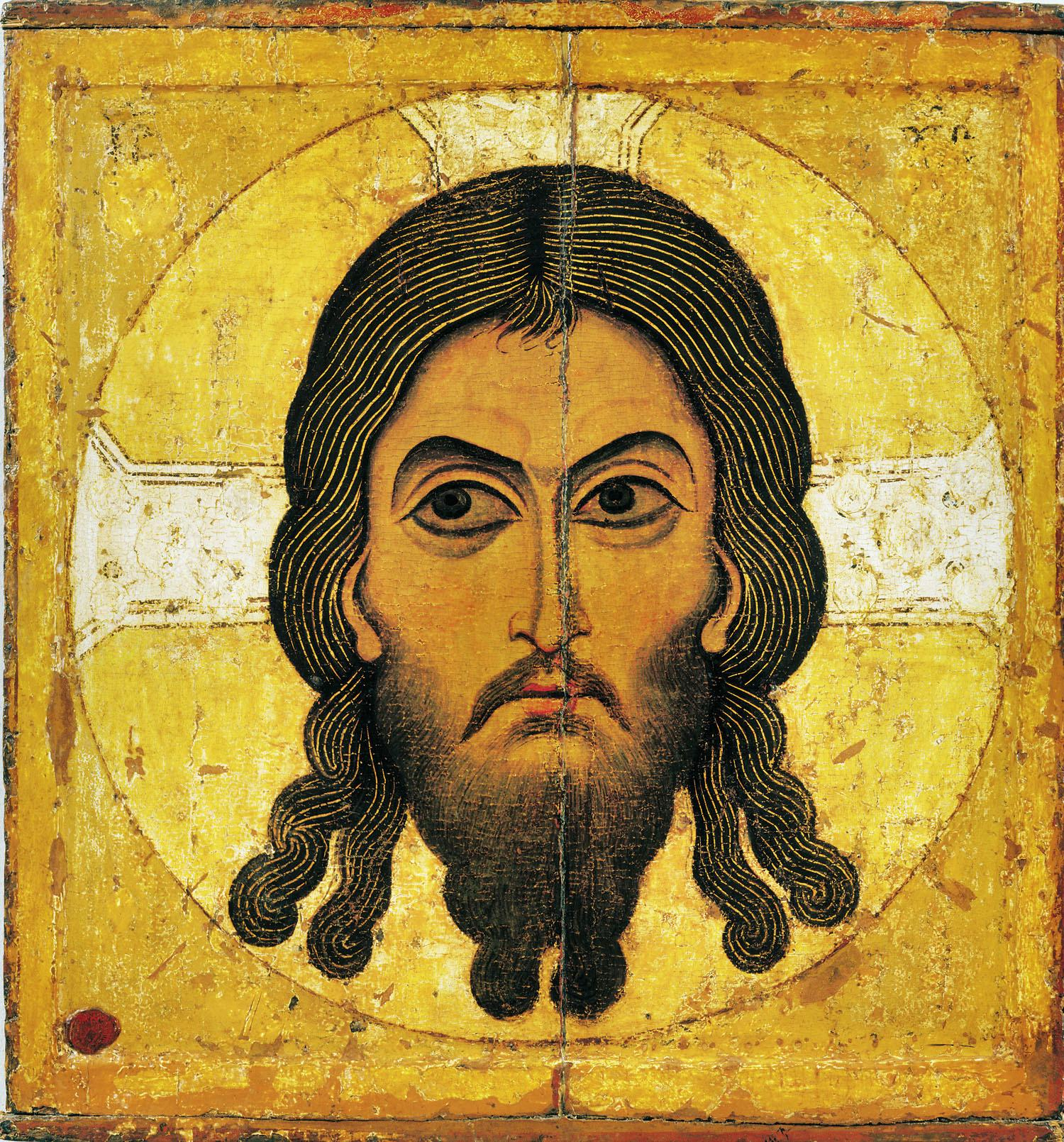
Christ Acheiropoietos.
Ícone russo de Escola de Novgorod (c. 1100).

A Escola de Novgorod é um movimento artístico russo conhecido por seus ícones e pinturas murais, que vigorou entre os séculos XII e XVI na cidade de Veliky Novgorod, na Rússia. Durante essa época, os artistas russos preservaram as tradições do Império Bizantino, influenciados por Teófanes, o Grego. 
Novgorod foi um centro econômico e cultural dos séculos XIII e XV na Rússia, quando a maior parte do país estava ocupada pelos Mongóis. Os artistas de Novgorod preservaram a tradição bizantina, que é a base da arte russa, e introduziram cores mais brilhantes e leves, formas mais achatadas, faces mais suaves e linhas mais rítmicas e graciosas. Até o começo do século XIV, a atividade artística era dominada pela pintura de murais. Um novo ímpeto artístico aconteceu com a introdução dos íconóstases. Quando as imagens eram dispostas juntas no iconóstase ao invés de espalhadas pelas paredes da igreja, exigia-se uma impressão geral coerente, que era alcançada através de linhas rítmicas e fortes e harmonias de cor. As figuras com formas alongadas tornaram-se o padrão da arte russa. 
O artista mais importante no desenvolvimento da Escola no século XIV foi Teófanes, o Grego, que decorou a Igreja da Transfiguração em 1378.
No século XVI, a liderança artística passou para a Escola de Moscou. 

## References
1. ↑  Nikitich, Viktor. The Russian Icon: From Its Origins to the Sixteenth Century, 1997